# Stefan Janev
Stefan Dinčev Janev (in bulgaro Стефан Динчев Янев?; Popovica, 1º marzo 1960) è un generale e politico bulgaro, leader di Ascesa Bulgara dal 5 maggio 2022. Ministro della difesa della Bulgaria dal 13 dicembre 2021 al 1º marzo 2022, in precedenza aveva ricoperto la medesima carica dal 27 gennaio al 4 maggio del 2017, mentre dal 12 maggio al 13 dicembre del 2021 era stato primo ministro ad interim del paese balcanico.

## Biografia
È nato nel marzo 1960 a Popovica, vicino a Sadovo nella provincia di Plovdiv. Nel 1979 si è diplomato alla Scuola Superiore Tecnica di Ingegneria Elettrica di Plovdiv, quindi si è laureato presso la scuola militare di artiglieria di Šumen (ora una facoltà dell'Università militare nazionale Vasil Levski) e ha iniziato a costruire una carriera nell'esercito nel 1983, quando è stato nominato comandante di un plotone di artiglieria ad Asenovgrad.

### Attività militare
È stato comandante della divisione di artiglieria missilistica nel 4º reggimento di artiglieria dell'esercito ad Asenovgrad (1993-1996). Tra il 1996 e il 1998 è stato esperto senior nel Dipartimento di Cooperazione Internazionale del Ministero della Difesa. Ha lavorato come responsabile dell'analisi presso il dipartimento di pianificazione e programmazione del gruppo di coordinamento del PfP in Belgio (1998-2000). Dal 2000 al 2001 è stato assistente capo senior nel Dipartimento di Pianificazione Strategica dello Stato Maggiore dell'Esercito Bulgaro. Tra il 2001 e il 2002 è stato esperto statale presso la Direzione dell'Integrazione Euro-Atlantica del Ministero della Difesa. Fino al 2004 è stato capo di un dipartimento della Direzione dell'integrazione euro-atlantica del Ministero della Difesa.
Si è poi nuovamente laureato alla National Defense University di Washington. Dal 2005 al 2007 è stato Capo del Dipartimento di Trasformazione presso il Centro Antiterrorismo della NATO ad Ankara. Dal 2007 al 2010 è stato Direttore della Direzione della Politica di Difesa presso il Ministero della Difesa. Il 1º luglio 2009 è stato nominato Direttore della Direzione della Politica di Sicurezza e Difesa e insignito del grado di Generale di Brigata. Il 3 maggio 2010 è stato nominato Direttore della Direzione della Politica di Difesa, con effetto dal 25 maggio. Il 24 febbraio 2011 è stato sollevato dal suo incarico, servendo in seguito come addetto militare negli Stati Uniti.
Il 2 maggio 2014, è diventato il capo dell'Università militare nazionale Vasil Levski. È stato sollevato il nono del mese successivo, nonché dimesso dal servizio militare, a partire dal 9 giugno 2014.

### Attività civile (2017–2021)
Dal 27 gennaio al 4 maggio 2017 è stato Vice Primo Ministro e Ministro della Difesa della Repubblica di Bulgaria nel governo ad interim di Ognjan Gerdžikov, e successivamente Segretario alla Sicurezza e alla Difesa del Presidente Rumen Radev.

### Primo Ministro (2021)
È stato nominato primo ministro della Bulgaria dal presidente Rumen Radev il 12 maggio al 14 dicembre 2021, succedendo a Bojko Borisov.

### Ministro della Difesa (2021-2022)
Con la formazione del Governo Petkov, il 14 dicembre 2021 Stefan Janev viene nuovamente nominato ministro della Difesa. Poche settimane dopo, per le sue posizioni apertamente filo-russe nell'ambito della crisi russo-ucraina del 2021-2022, il premier Kiril Petkov ne chiede le dimissioni dal governo il 28 febbraio del 2022. Il 1º marzo è sostituito da Dragomir Zakov, già rappresentante permanente della Bulgaria presso la NATO.

### Leader di Ascesa Bulgara (2022-)
Avendo fondato, due mesi dopo le sue dimissioni, un nuovo partito conservatore, sovranista ed euroscettico chiamato “Ascesa Bulgara”, ne diviene il leader, ottenendo, alle elezioni parlamentari del 2022, 12 seggi (4,62% dei voti). Alle elezioni dell'anno successivo il partito è sceso al 3,08%, senza ottenere seggi in parlamento.